# Marko Kathol
Marko Kathol, (Klagenfurt am Wörthersee, 1962 –) osztrák táncos és színész. 

## Élete
17 évesen statisztaként kezdett dolgozni a klagenfurti színházban. Majd 19 évesen kezdet táncolni  a Bajor Állami Operában.
Bordeaux-ban tanult éneket csak egy évig. Egy gerincsérv után már nem táncolt de énekelt.
Betegség után elhagyta a színpadot. Egy limuzin- és sofőrszolgalatnál kezdet dolgozni.

## Szerepei
- Seefestspiele Mörbisch:
  - 2004: Kálmán Imre: Marica grófnő…  Zsupán Kálmán
  - 2006: Lehár Ferenc: Luxemburg grófja… Armand Brissard
  - 2010: Lehár Ferenc: A cárevics…  Iván

## Filmjei
- 1999: Die Csárdásfürstin (A Csárdáskirálynő TV-filmadaptációja)… Kaucsiánó Bonifác gróf